# Radomyšl (Lucký rajón)
Radomyšl, ukrajinsky Радомишль, je ves v luckém rajónu ve Volyňské oblasti na Ukrajině. Patří do jednotného územního společenství Boratínská venkovská komunita (ukrajinsky Боратинська сільська громада). V roce 2001 zde žilo 800 obyvatel.